# پژوهش
پژوهش، کار خلاقانه و نظام‌مندی است که برای افزایش دانش انجام می‌شود. این کار شامل گردآوری، سازماندهی و تجزیه و تحلیل شواهد برای افزایش درک یک موضوع است که با توجه ویژه به کنترل منابع سوگیری و خطا مشخص می‌شود. یک پروژه پژوهشی ممکن است توسعه کارهای گذشته در آن زمینه باشد. برای آزمایش اعتبار ابزارها، رویه‌ها یا آزمایش‌ها، پژوهش ممکن است عناصر پروژه‌های پیشین یا همه پروژه را تکرار کند.
اهداف اصلی پژوهش‌های پایه (برخلاف پژوهش‌های کاربردی) مستندسازی، کشف، تفسیر و تحقیق و توسعه روش‌ها و سامانه‌ها برای پیشرفت دانش بشری است. رویکردهای پژوهش به معرفت‌شناسی بستگی دارد که هم در علوم انسانی و هم میان آن‌ها به‌طور چشمگیری  متفاوت است. اشکال مختلفی از پژوهش وجود دارد: علوم پایه، علوم انسانی، هنری، اقتصادی، اجتماعی، تجاری، بازاریابی، پژوهش عملی، زندگی، فناوری و غیره. مطالعه علمی شیوه‌های پژوهش به‌عنوان فراپژوهش شناخته می‌شود.
پژوهشگر کسی است که پژوهش می‌کند، به‌ویژه برای کشف اطلاعات جدید یا رسیدن به درک جدید. برای اینکه شخصی یک پژوهشگر اجتماعی یا یک دانشمند اجتماعی باشد، باید دانش بسیاری در مورد موضوعات مرتبط با علوم اجتماعی که در آن تخصص دارد، داشته باشد. به‌طور مشابه، برای اینکه یک پژوهشگر علوم طبیعی باشد، فرد باید در زمینه‌های مرتبط با علوم طبیعی (فیزیک، شیمی، زیست‌شناسی، نجوم، جانورشناسی و غیره) دانش داشته باشد. انجمن‌های تخصصی مسیری را برای بلوغ در حرفه پژوهش فراهم می‌کنند.

## تعریف
دربارهٔ پژوهش، تعاریف متعددی صورت گرفته‌است و در اکثر کتاب‌های روش تحقیق و پژوهش ابتدا به تعریف آن پرداخته می‌شود. گاه برای تعریف پژوهش به صورت خاص و با جامعه هدفی ویژه بهره برده می‌شود.

## فواید پژوهش
پژوهش چون علاوه بر روند سامان مند برای یافت، بازگویی و بازنگری پدیده‌ها و فرضیه هاست، برای استفاده از پدیده‌های موجود در جهت دست یافتن به راهکارهای عملی و فناوری‌ها به کار می‌رود، دارای فواید متعددی خواهد بود. پژوهش در دو بعد، یکی «یافتن پرسش پژوهش» و دیگری «پاسخ دادن به آن» انجام می‌گیرد و دو فایده کلی تولید دانش مقبول یا ابطال دانش غیر مقبول را در پی دارد. همچنین فواید شخصی، منطقه ای و نیز نتایج و اثرات تمدنی برای پژوهش می‌توان برشمرد.

## محل انتشار پژوهش
به‌طور معمول و در رایج‌ترین حالت، پژوهشگر، نتایج پژوهش خود را در مجله‌های علمی ارائه می‌دهد.

## مراحل پژوهش علمی[۶]
مراحل پژوهش علمی عبارتند از:
انتخاب موضوع
بیان پرسش یا مسئله
فرضیه‌سازی
جمع‌آوری اطلاعات و آزمودن فرضیه‌ها
طبقه‌بندی اطلاعات و تحلیل نتایج آزمون‌ها
نتیجه‌گیری
ارائه گزارش
منبع: کتاب خودت پژوهش کن
- این مراحل نشان دهنده یک تحقیق کامل است و اگر یک تحقیق یکی یا دو تا از موارد بالا را نداشته باشد به همان میزان از اعتبار آن کاسته می‌شود.

## پژوهش پایه (بنیادی) و پژوهش کاربردی
پژوهش پایه‌ای می‌تواند زمینهٔ «پژوهش کاربردی» را فراهم آورد، اما در وهلهٔ اول متوجه کاربرد آن در زندگی انسان‌ها نیست. در حالی که پژوهش‌های کاربردی دارای جنبهٔ عملی و مستقیماً متوجه حل مشکلات جامعه و بشریت می‌باشد. در ضرورت انجام این دو دسته از مطالعات شکی نیست. به عنوان مثال تصمیم گیرندگان سیاسی هر کشور به جهت کسب توانایی در ادارهٔ عملی جامعه، نیازمند پژوهش‌های کاربردی می‌باشند و این دسته از پژوهش‌ها خود متکی بر پژوهش‌های پایه‌ای هستند.
مطالعهٔ اکتشافی و مطالعهٔ تفصیلی (مطالعهٔ اصلی)
مطالعهٔ اکتشافی، مطالعه‌ای مقدماتی است؛ که بنا بر نوع تحقیق عمدتاً از طریق مطالعات کتابخانه‌ای، مشاهده، یا مصاحبه شکل می‌گیرد. علت انجام مطالعات اکتشافی عبارتند از:
۱- غنی کردن پرسش پژوهش خود.
از طریق مطالعات اکتشافی اهداف مطالعهٔ خود را بهتر شناخته و حوزهٔ معرفتی خود پیرامون موضوع مورد نظر را گسترش می‌دهیم. قابل توجه‌است که مطالعات اکتشافی به دنبال شناخت اجمالی و کلی از مسئله زوایای مختلف بحث و دیدگاه‌های مختلف در این زمینه می‌باشند.
۲- مطالعه و پرس و جو از اهل فن به جهت شناخت منابع و متون اصلی پژوهش.
به عبارت دیگر امکانات مورد نیاز پژوهش و امکانات موجود خود را می‌شناسیم. (مصاحبه می‌تواند در مطالعات اجتماعی با نمونه‌ای از افرادی باشد که قرار است تا دربارهٔ موضوعی پیرامون ایشان به تحقیق بپردازیم)
مطالعهٔ اکتشافی، کوشش پژوهشگر به جهت کسب آگاهی اجمالی از کاری است که درصدد انجام آن می‌باشد. مطالعهٔ اکتشافی شبیه مطالعهٔ اجمالی یک کتاب است که در آن با مروری اجمالی بر عنوان کتاب، فهرست مطالب آن و فصول مختلف آن آمادهٔ مطالعهٔ تفصیلی می‌گردیم. مطالعات اکتشافی پیش زمینهٔ مطالعات اصلی می‌باشند. بسیاری تصور می‌کنند که پژوهش یافتن پاسخ پرسش‌های آن است. در حالی که پژوهش در درجهٔ اول یافتن پرسشی اصیل و شایستهٔ پرسیدن و پژوهش کردن است. شخصیت علمی دانشجو در گرو استحکام رسالهٔ پژوهشی وی و شخصیت رسالهٔ پژوهشی وی در گرو پرسش‌های مندرج در آن است. از این رو هر چه پژوهش‌های اولیه جدی‌تر گرفته شوند، بر ارزش نهایی کار علمی شما افزوده می‌شود.

## پژوهش‌های توصیفی و پژوهش‌های تحلیلی
پژوهش توصیفی دارای صورتی «گزارشی» بدون تأکید بر علت‌یابی مسئله است. مانند: گزارش یک واقعه یا یک اندیشه که در آن تنها به آنچه موجود است [و نه چرایی امر موجود] توجه می‌شود.
برخی از محققان، مطالعات توصیفی در حوزهٔ وقایع تاریخی (زمان گذشته و نه زمان کنونی) را تحت عنوان پژوهش‌های تاریخی جدا از پژوهش‌های توصیفی مورد مطالعه قرار می‌دهند. صرف نظر از جنبهٔ روش‌شناسی خاص مطالعات تاریخی، بسیاری از آن‌ها هم واجد ویژگی گزارشی بودن می‌باشند.
یکی از روش‌هایی که در انجام تحقیق به تازگی مورد توجه محققان قرار گرفته‌است، پژوهش‌های آنلاین می‌باشد.
در این پژوهش‌ها توزیع پرسشنامه آنلاین محور پژوهش را تشکیل می‌دهد.
مهیا نمودن پرسشنامه آنلاین – چگونه یک تحقیق آنلاین را مدیریت کنیم؟
فرض کنید که تصمیم گرفته‌اید که یک پژوهش آنلاین انجام دهید. سؤالاتی در ذهنتان هست که مایلید پاسخ داده شوند در حالی که به دنبال راه سریع و ارزانی برای کسب اطلاعات از مشتریان، ارباب رجوع و غیره می‌باشید. اولین و مهم‌ترین چیزی که باید در مورد آن تصمیم بگیرید این است که هدف تحقیق چیست. مطمئن شوید که می‌توانید طی عباراتی این اهداف را به صورت سؤال و موارد قابل اندازه‌گیری بیان کنید. اگر نمی‌توانید این کار را انجام دهید، بهتر است که به دیگر ابزارهای جمع‌آوری داده‌ها نظیر گروه‌های تحت نظر و دیگر روش‌های کیفی رو آورید. تحقیقات آنلاین بیشتر بر روی جمع‌آوری داده‌های «کیفی» تمرکز دارند.
1. اهداف اساسی تحقیق را مرور کنید. به دنبال کشف چه چیزی هستید؟ به عنوان نتیجه تحقیق چه کاری می‌خواهید انجام دهید؟ تحقیقات آنلاین تنها یکی از راه‌های جمع‌آوری داده‌ها و کمی کردن چشم‌اندازها هست.
2. تمامی آیتم‌های اطلاعات مربوط را که می‌خواهید داشته باشید، تصور کنید. گزارش نهایی چگونه خواهد بود؟ چه نمودارها و اشکالی تهیه خواهند شد؟ چه اطلاعاتی برای اطمینان از اینکه عمل مورد نظر انجام شده نیاز دارید؟

۳- هر موضوعی در آیتم‌های ۱ و ۲ را بر اساس ارزش آن موضوع رتبه‌بندی کنید. آیتم‌های یک و دو را برای اطمینان از این که اهداف، موضوعات و اطلاعات مورد نیاز کامل هستند، دوباره ببینید. به خاطر داشته باشید که نمی‌توان با پرسیدن سؤالات نادرست، مشکل را حل کرد.
۴- سهولت یا سختی مهیا نمودن اطلاعات در هر کدام از موضوعات برای پاسخگو چگونه است؟ اگر سخت است، آیا راه دیگری برای کسب اطلاعات با پرسیدن سؤالات دیگر وجود دارد؟
شاید این مهم‌ترین قدم باشد. تحقیقات آنلاین بایستی دقیق، واضح و رک باشند. با توجه به ماهیت «وب» و نبود استحکام همراه با آن، اگر پرسشنامه شما هم بسیار پیچیده باشد و به راحتی قابل فهم نباشد، نرخ کسانی که کار را ول می‌کنند، بالا خواهد بود.
۵- دنبالهٔ مناسبی برای موضوعاتی که باید بدون جهت‌گیری باشند، خلق کنید. مطمئن شوید سؤالاتی که اول پرسیده می‌شوند، نتیجه سؤالی که بعداً پرسیده می‌شود را تحت تأثیر قرار ندهد. گاهی فراهم نمودن اطلاعات فراوان یا واضح نشان دادن هدف تحقیق، خود می‌تواند باعث جهت‌گیری شود.
هنگامی که دنباله‌ای از موضوعات داشته باشید، می‌توانید برنامهٔ اولیه‌ای از یک تحقیق داشته باشید. اضافه کردن یک متن در مقدمه که به توضیح پروژه پرداخته و انتظارات مورد نظر از پاسخ دهنده را ذکر می‌کند، پسندیده‌است. داشتن عباراتی در پایان برای تشکر و نیز اطلاعاتی در مورد اینکه چگونه می‌توانند پس از انتشار از نتیجه تحقیق آگاه شوند، کاری حرفه‌ای است.
۶- نوع سؤالاتی که برای پاسخ‌دهی مناسبترین بوده و از قدرت کافی برای برآورده ساختن نیازهای تحلیلی برخوردارند را تعیین کنید. بدین معنی که آیا می‌خواهید از سؤالات متن باز، دوگزینه‌ای، چند گزینه‌ای، رتبه دهی، مقیاسی یا مجموع ادامه‌دار (مقیاس نرخی) استفاده کنید. در این‌جا خط درستی وجود دارد که بایستی از روی آن عبور کنید؛ عموماً پیش نیازهای تجزیه و تحلیل قوی به سمت طرح سؤال‌های پیچیده‌تر رهنمون می‌شوند. به هر حال چند ابزار وجود دارد که می‌تواند کار را راحت‌تر کند:
- صفحات بخش‌بندی شده – از اینکه تحقیقات در یک صفحه گسترده که نیاز به پایین رفتن مداوم داشته باشد، پرهیز کنید. به عنوان یک ضرورت، صفحات بخش بخش شده ارائه کنید. در عین حال از اینکه تنها یک سؤال در هر صفحه داشته باشید نیز دوری کنید؛ زیرا این مورد باعث زیاد شدن مدت زمان مورد نیاز برای تکمیل تحقیق شده و احتمال ترک کردن تحقیق را بالا می‌برد.
- پریدن منطقی – به منظور هوشمند کردن تحقیقتان از پریدن منطقی استفاده کنید. از جملاتی نظیر «اگر به سؤال اول پاسخ منفی دادید، آنگاه به سؤال چهارم جواب دهید» پرهیز کنید. این کار باعث دلزدگی پاسخ دهنده شده و نرخ ترک را بالا می‌برد. تحقیق را طوری طراحی کنید که از منطق صفحه استفاده می‌کند؛ بدین ترتیب، مسیر سؤالات درست به صورت خودکار بر اساس پاسخ‌های پیشین تعیین می‌شوند.

1. سؤالات را بنویسید. ممکن است که نیاز باشد برای هر موضوع چند سؤال نوشته شده و بهترین آن‌ها انتخاب شود. ممکن است که حتی بهتر باشد که تحقیق به چند بخش تقسیم شود.
2. توالی سؤالات را مشخص کنید تا بدون جهت‌گیری باشند.
3. تمامی مراحل فوق را تکرار کنید تا هر سوراخ بزرگی را پیدا کنید. آیا پرسش‌ها واقعاً پاسخ داده شده‌اند؟ آیا کسی آن‌ها را برایتان مرور کرده‌است؟
4. مدت تحقیق را زمان‌بندی کنید. یک تحقیق باید کمتر از پنج دقیقه طول بکشد. با سه تا چهار سؤال در دقیقه شما محدود به حدود پانزده سؤال می‌شوید. یک سؤال متنی باز، معادل سه سؤال چند گزینه‌ای است. اغلب نرم‌افزارهای آنلاین، مدت زمانی که پاسخگو صرف پاسخ دادن به پرسش‌ها صرف می‌کند را محاسبه می‌کنند.
5. تحقیق را بین بیست نفر یا بیشتر پیش آزمون کنید. بازخور آن‌ها را همراه با جزئیات بگیرید. آن‌ها در مورد کدام قسمت اطمینان نداشتند؟ آیا سؤالی در مورد آن داشتند؟ آیا آن‌ها نسبت به آنچه که شما خواسته بودید، بد فهمی داشتند؟ آیا دیدگاهی داشتند که در پرسش‌ها و پاسخ‌ها منعکس نشده بود؟

- یک راه آسان برای این کار ایجاد یک بررسی دیگر با تعدادی سؤال پاسخ آزاد هم‌زمان با پروژه اصلیتان است که می‌توان آن را تحقیق بازخور نامید.
- تحقیق اصلی را به گروه آزمایشی ایمیل کرده و پس از آن تحقیق بازخور را نیز برایشان بفرستید.
- با این روش، می‌توانید نظرات گروه آزمایشتان را در مورد چگونگی عمل و نیز کاربردی بودن تحقیق اصلیتان را با استفاده از تحقیق بازخورد کسب کنید.

1. بر اساس بازخوردهایی که می‌گیرید، در پرسشنامه آنلاینتان بازنگری کنید.
2. تحقیق را به همه پاسخ دهندگان بفرستید.

تحقیقات آنلاین یک گزینه فوق‌العاده در برابر تحقیقات گران پستی و تلفنی است. تنها چند هشدار در مورد این نوع از تحقیقات وجود دارد که به هر حال باید از آن‌ها آگاه باشید. اگر تلاش می‌کنید که تحقیقی را بر اساس نمونه‌ای که نماینده جامعه اصلی باشد، به انجام رسانید، لطفاً این را در نظر داشته باشید که همه افراد آنلاین نیستند. همین‌طور تحقیقات آنلاین مورد قبول همه نیست. تحقیقات نشان داده‌است که بافت جمعیتی که به دعوتنامه‌های تحقیقات آنلاین پاسخ می‌دهند، تحت سوگیری افراد جوان‌تر است.